# Tarde Demais para Esquecer
Tarde Demais Para Esquecer é o décimo quinto álbum de estúdio da dupla brasileira de música sertaneja João Mineiro & Marciano e o primeiro pela gravadora Polygram, lançado em 1990.

## Repercussão
Tarde Demais Para Esquecer foi o primeiro álbum que João Mineiro & Marciano lançaram pela Polygram, depois que a dupla saiu da Copacabana. Também foi o primeiro álbum em que Darci Rossi não colaborou em nenhuma música.
O carro-chefe do álbum foi a música "Amor Clandestino", que fez parte da trilha sonora da novela Meu Bem, Meu Mal, exibida entre outubro de 1990 (aproximadamente a época de lançamento do álbum) e maio de 1991 pela Rede Globo.

## Faixas
| N.º | Título                         | Compositor(es)                    | Duração |  |
| 1.  | "Porque Somos Iguais"          | Paulo Debétio / Paulinho Rezende  | 4:44    |  |
| 2.  | "Viola Está Chorando"          | Elias Muniz                       | 3:24    |  |
| 3.  | "O Rio Corre Para o Mar"       | Michael Sullivan / Paulo Massadas | 4:22    |  |
| 4.  | "Só Quem Amou Fui Eu"          | César Augusto / Marciano          | 3:31    |  |
| 5.  | "Ninja Guerreira"              | Paulo Debétio / Paulinho Rezende  | 3:14    |  |
| 6.  | "O Amor é Bom, Mas Dói Demais" | Mauro Motta / Carlos Colla        | 4:49    |  |
| 7.  | "Tarde Demais Para Esquecer"   | Moacyr Franco                     | 3:53    |  |
| 8.  | "Carícias e Beijos"            | Gilson / Joran                    | 4:24    |  |
| 9.  | "Amor Clandestino"             | César Augusto / Marciano          | 3:46    |  |
| 10. | "Te Amo, Te Odeio"             | Paulo Debétio / Paulinho Rezende  | 5:28    |  |
| 11. | "Justo e Direito"              | César Augusto / Marciano          | 3:51    |  |
| 12. | "Carta ao Meu Pai"             | César Augusto / Marciano          |         |  |